# Desarrollo económico de la India
El desarrollo económico de  India  depende en gran medida de la agricultura, la manufactura y los servicios. El PIB (PPo) de la India es el tercero más grande del mundo según el Fondo Monetario Internacional, el cuarto según The World Factbook y el quinto según el Banco Mundial. La economía del país se fundamenta en diversos sectores, entre los que se incluyen la agricultura, la artesanía, el sector textil, la manufactura y numerosos servicios. Aunque el salario de dos terceras partes de la mano de obra de la India proviene directa o indirectamente de la agricultura, los servicios son un sector emergente que juega un papel cada vez más importante. El advenimiento de la era digital, y el gran número de gente joven con estudios que habla inglés con fluidez, está transformando gradualmente a la India en un importante destino para las grandes empresas a la hora de subcontratar servicios de atención al cliente y soporte técnico. La India es uno de los principales exportadores de trabajadores altamente calificados para el sector financiero y la ingeniería de software. Otros sectores tales como la manufactura, la industria farmacéutica, la biotecnología, la nanotecnología, las telecomunicaciones, la construcción naval, la aviación y el turismo están mostrando un gran potencial y altas tasas de crecimiento.
La India tiene una población creciente y el reto de reducir la desigualdad social y económica. La pobreza sigue siendo uno de los grandes problemas, aunque ha descendido considerablemente desde que el país se independizó. Actualmente se estima que un 26% de la población vive por debajo del umbral de la pobreza.

## Sector agrícola

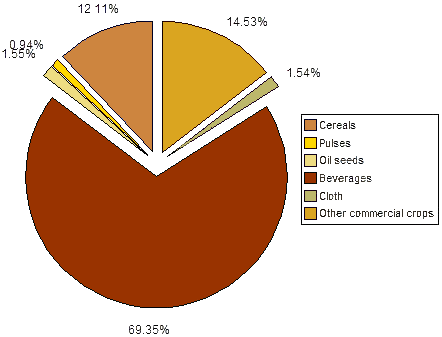
Esquema de la producción total (en millones de toneladas) de cereales y cultivos comerciales en la India en 2003–04.

La India es el segundo productor mundial del sector agrario, después de China. La agricultura y los sectores relacionados, tales como la silvicultura o la pesca, constituían un 18,6% del PIB en 2005, y ellos estaba empleado el 60% de la mano de obra total y, a pesar de que se aprecia un descenso continuado en esos porcentajes, sigue siendo el mayor sector económico y juega un papel importante en el desarrollo socioeconómico del país. Las cosechas por unidad de área de todos los cultivos han aumentado desde 1950, debido a especial énfasis puesto en la agricultura en sus planes quinquenales y las constantes mejoras en el riego, la tecnología, la aplicación de las prácticas modernas de agricultura y la provisión de créditos y subvenciones para la agricultura desde la revolución verde.
India es el mayor productor mundial de leche, anacardos, cocos, té, jengibre, cúrcuma y pimienta negra. Posee el mayor número de cabezas de ganado bovino del mundo que no se aprovechan comercialmente por motivos religiosos. Es el segundo productor mundial de trigo, arroz, azúcar, algodón y cacahuetes, y el tercero de tabaco. La India representa el 10% de la producción mundial de fruta, siendo el mayor productor de bananas y sapodillas.
Se estima que la inversión requerida para el desarrollo de la mercadotecnia, el almacenamiento y la infraestructura necesarias es inmensa. El gobierno ha implementado varios planes para aumentar esa inversión, algunos de los cuales son: Construction of Rural Go downs, Market Research and Information Network y Development / Strengthening of Agricultural Marketing Infrastructure, Grading and Standardization.

### Investigación y desarrollo
El Instituto Indio de Investigación Agrícola (IARI por sus siglas en inglés), instaurado en 1905, fue responsable de la investigación que llevó a la "Revolución verde de la India" de los años 1970. El Consejo Indio de Investigación Agrícola (ICAR por sus siglas en inglés) es el organismo principal encargado de la agricultura y todo lo relacionado con esta, incluyendo investigación y educación al respecto. El Ministro de Agricultura de la India es el presidente del ICAR. El Indian Agricultural Statistics Research Institute desarrolla nuevas técnicas para el diseño de experimentos y análisis de los datos agrarios y está especializado en técnicas estadísticas para la cría de animales y el cultivo de plantas. El Prof. M.S. Swaminathan es conocido como el "padre de la Revolución Verde" y lidera la MS Swaminathan Research Foundation. Es conocido por su defensa de la agricultura sostenible y de la seguridad alimentaria.

## Producción industrial
La india se encuentra en el puesto catorce del mundo en cuanto a producción industrial. El sector de la manufactura, junto con la minería, las canteras, la electricidad y el gas, suponen un 27,6% del PIB y dan empleo al 17% de la mano de obra. Las reformas económicas aplicadas después de 1991 introdujeron la competencia exterior y llevaron a la privatización de ciertas industrias que hasta el momento pertenecían al sector público, lo cual produjo una expansión en la producción de los bienes de consumo.
Tras la liberalización, el sector privado de la India, que hasta entonces estaba a cargo de oligopolios formados por antiguas empresas familiares y requería contactos políticos para prosperar, se enfrentó a la competencia exterior, incluida la amenaza de las baratas importaciones chinas. Ese cambio se ha ido afrontando mediante la disminución de costes, la modernización de los métodos de dirección y administración, la inversión en el diseño de nuevos productos, la contratación de mano de obra barata y la búsqueda de apoyo en la tecnología.
Hay 34 empresas indias que han aparecido en la lista Forbes Global 2000 de 2007. Las 10 empresas líderes son:
| Clasificación Mundial | Compañía                         | Industria            | Ingresos (miles de millones de $) | Beneficios (miles de millones de $) | Activos (miles de millones de $) | Valor de mercado (miles de millones de $) |
| --------------------- | -------------------------------- | -------------------- | --------------------------------- | ----------------------------------- | -------------------------------- | ----------------------------------------- |
| 239                   | Oil and Natural Gas Corporation  | Gas y petróleo       | 15'64                             | 3'46                                | 26'98                            | 38'19                                     |
| 258                   | Reliance Industries              | Gas y petróleo       | 18'05                             | 2'11                                | 21'75                            | 42'62                                     |
| 326                   | State Bank of India              | Banca                | 13'66                             | 1'24                                | 156'37                           | 12'35                                     |
| 399                   | Indian Oil Corporation           | Gas y petróleo       | 34'22                             | 1'11                                | 22'68                            | 10'92                                     |
| 494                   | NTPC                             | Servicios públicos   | 6'06                              | 1'31                                | 17'25                            | 26'06                                     |
| 536                   | ICICI Bank                       | Banca                | 5'79                              | 0'54                                | 62'13                            | 16'72                                     |
| 800                   | Steel Authority of India Limited | Materiales           | 6'30                              | 0'91                                | 7'06                             | 10'16                                     |
| 1047                  | Tata Consultancy Svcs            | Software y servicios | 2'98                              | 0'67                                | 1'93                             | 26'27                                     |
| 1128                  | Tata Steel                       | Materiales           | 4'54                              | 0'84                                | 4'61                             | 5'80                                      |
| 1130                  | Infosys Technologies             | Software y servicios | 2'14                              | 0'55                                | 2'09                             | 26'19                                     |

## Servicios
India se encuentra en el puesto decimoquinto del mundo en cuanto a los servicios se refiere. El sector terciario proporciona empleo a un 23% de la mano de obra, cifra que está aumentando rápidamente, con una tasa de crecimiento del 7,5% en 1991-2000, superior al 4,5% de los años 1951-80. Supone el mayor porcentaje de PIB, aportando un 53,8% en 2005, cifra muy superior al 15% de 1950.
Las tecnologías de la información y la comunicación (TIC), los servicios habilitados por las TIC ("information technology enabled services", o "ITES") y el Business Process Outsourcing están entre los sectores que presentan un crecimiento más rápido, y constituyeron un tercio de la oferta de servicios en 2000. El crecimiento del sector de las tecnologías de la información se atribuye al incremento en la especialización y la disponibilidad de un gran número de trabajadores de bajo coste. La existencia de trabajadores altamente cualificados, con una titulación y un inglés fluido (legado del colonialismo británico), ha incrementado la demanda por parte de consumidores de otros países interesados en los servicios de exportación de la India, así como de aquellas empresas que desean subcontratar alguna de sus operaciones. La industria de las TIC en la India, a pesar de contribuir significativamente a su balanza de pagos, aporta tan solo un 1% del PIB, lo que representa un 1/50 de los servicios totales.
El sector de las ITES-BPO se ha convertido en el mayor generador de empleo, especialmente para los jóvenes graduados. Se ha estimado que el número de profesionales empleados en el sector en marzo de 2006 era de 1.287.000. Además, se considera que ha ayudado a crear 3 millones de puestos de trabajo de forma indirecta.

## Finanzas sector bancario

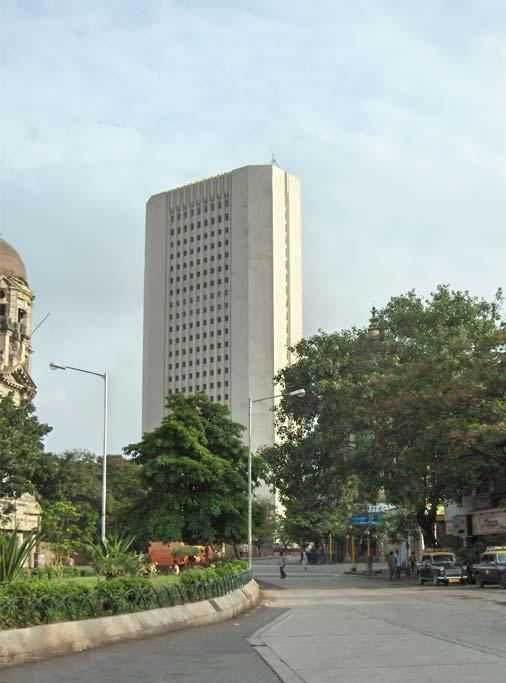
Sede del "Reserve Bank of India" en Bombay.

Con respecto a la liberalización el gobierno ha aprobado importantes reformas bancarias. Algunas han estado relacionadas con los bancos nacionales (por ejemplo, fomentar las fusiones, reducir la interferencia del gobierno e incrementar la rentabilidad y la competitividad), otras enfocadas a abrir el sector bancario y los seguros a agentes privados y extranjeros.
En 2007 el sistema bancario ya había madurado considerablemente en lo referente a la oferta, aunque  el llegar a las zonas rurales sigue siendo un reto pendiente para el sector privado y los bancos extranjeros. Los bancos de la India tienen balances de cuentas considerablemente sólidos y transparentes en comparación con otros países asiáticos. El Reserve Bank of India es un organismo autónomo que recibe mínima presión por parte del gobierno. La política que sigue este banco en cuanto a la rupia india es la de controlar la volatilidad sin emplear una tasa de cambio fija.
Actualmente la India cuenta con 88 bancos comerciales — 28 bancos del sector público (es decir, de los cuales el gobierno de la India tiene una participación), 29 privados (sin participación del gobierno) y 31 bancos extranjeros. Tienen una red común de unas 53.000 sucursales y 17.000 cajeros automáticos. El sector público tiene aproximadamente un 75% de las acciones de la industria bancaria, mientras que a los bancos privados y extranjeros les corresponde un 18,2% y un 6,5% respectivamente.

## Consumo de recursos

### Petróleo
En enero de 2007 la India tenía unas reservas de petróleo de 5.600 millones de barriles (890.000.000 m³), lo cual supone la segunda reserva más grande de Asia, tras la que posee China. La mayor parte de las reservas de crudo se encuentran en la costa oeste (High Bombay) y en las zonas del noreste del país, aunque también hay reservas considerables sin explotar en la zona en mar abierto de la Bahía de Bengala y en el estado de Rajastán.
El creciente consumo de petróleo, unido a la vacilante producción, deja a la India en una situación de dependencia de las importaciones para cubrir sus necesidades. En 2006 el país producía una media de unos 864.000 barriles al día (bbl/d), de los cuales el 77%, es decir 648.000 bbl/d (103.000 m³/d) eran de crudo. En ese mismo año se estima que la India consumió 26.300 bbl/d (4160 m³/d). La Energy Information Administration (EIA) estima que la India registró un crecimiento de demanda de 100.000 bbl/d (16.000 m³/d) durante 2006. Las predicciones de la EIA apuntan hacia un crecimiento semejante durante 2007 y 2008.
Organización sectorial
El sector del petróleo está dominado por empresas propiedad del estado, aunque el gobierno ha empezado en los últimos años a dar los primeros pasos para permitir mayor participación extranjera en la industria de los hidrocarburos. La Oil and Natural Gas Corporation (ONGC), controlada por el estado, además de ser la empresa petrolera más grande del país, es la compañía con mayor capitalización bursátil. ONGC es líder en el sector de la extracción; en 2006 fue responsable de aproximadamente el 75% de la producción de petróleo, según la estimación del gobierno.
El gobierno ha implantado políticas dirigidas a incrementar la producción de petróleo y las actividades de exploración. Como parte de este esfuerzo, el ministro de Petróleo y Gas Natural adoptó una política de licencias para nuevas exploraciones (New Exploration License Policy, NELP) en 2000, política que permite a las empresas extranjeras poseer el 100% del capital en proyectos relacionados con el petróleo y el gas natural. Sin embargo, hasta la fecha, solo unos cuantos yacimientos petrolíferos están controlados por empresas extranjeras. El sector del refinado de crudo también está dominado por entidades estatales, aunque las compañías privadas han aumentado su participación en el mercado en los últimos años.

### Gas natural
Según el "Oil and Gas Journal", India tiene 38 billones de pies cúbicos (Tcf) de reservas de gas confirmadas en enero de 2007. Una gran parte de la producción de gas natural de la India viene de excavaciones petroleras situadas en mar abierto, como el complejo Mumbay High. Las zonas petroleras de Assam, Andhra Pradesh, y Guyarat están situadas en el interior y son grandes productoras de gas natural. Según los datos del EIA, la India produjo 996 miles de millones de pies cúbicos (Bcf) de gas natural en 2004.
La India importa pequeñas cantidades de gas natural. En 2004, primer año en el que el país tuvo que importar, se consumieron aproximadamente 30.800.000.000 m³ de gas natural. Durante ese año, la India importó 2.600.000.000 m³ de gas natural licuado de Catar.
Organización sectorial
La mayor parte de la producción de gas natural es llevada a cabo por empresas estatales. La ONGC y la Oil India Ltd. (OIL) son las compañías líderes en cuanto a volumen de producción, mientras que algunas empresas extranjeras participan en proyectos colaborativos de extracción. Reliance Industries, una empresa privada india, tendrá un papel más importante en el sector del gas natural debido  a su hallazgo en 2002 de una gran bolsa de gas natural en la cuenca de Krishna Godavari.
La Gas Authority of India Ltd. (GAIL) tiene un control considerable de las actividades de transmisión y establecimiento de gas natural. En diciembre de 2006 el ministro de Petróleo y Gas Natural instauró una nueva política que permitía los inversores extranjeros, a las compañías privadas del país y a las compañías nacionales de petróleo poseer el 100% del capital en proyectos de gaseoductos. Aunque la dominación de la GAIL's sobre el mercado del gas natural no está garantizada por las leyes, seguramente continuará liderando el sector debido a las infraestructuras de gas natural existentes.

## Factores emergentes
Mano de obra infantil
El número de niños por debajo de los 14 años que hay en la India es superior a la población total de Estados Unidos. Uno de los grandes retos de la India, como país en vías de desarrollo, es conseguir nutrición, educación y asistencia sanitaria suficientes para esos niños. Los niños con edad inferior a los 14 años constituyen el 3,6% de la mano de obra del país. De esos niños, 9 de cada 10 trabaja en la propia instalación rural de su familia. Cerca del 85% de ellos se ocupan de tareas agrarias tradicionales. Menos del 9% trabaja en la manufactura, los servicios y el mantenimiento. La mano de obra infantil es un problema complejo cuya raíz es principalmente la pobreza. El gobierno de la India está implementando el mayor programa de eliminación de trabajo infantil del mundo, uno de cuyos objetivos es garantizar el derecho a la educación a 250 millones de niños. Muchas organizaciones no gubernamentales se encuentran también implicadas. Células especiales de investigación se encargan de aplicar las leyes que prohíben la contratación de niños. El presupuesto destinado por el gobierno a la erradicación del trabajo infantil fue de 10$ en 1995-96 y de 16$ en 1996-97. El presupuesto para 2007 era de 21$.
Corrupción

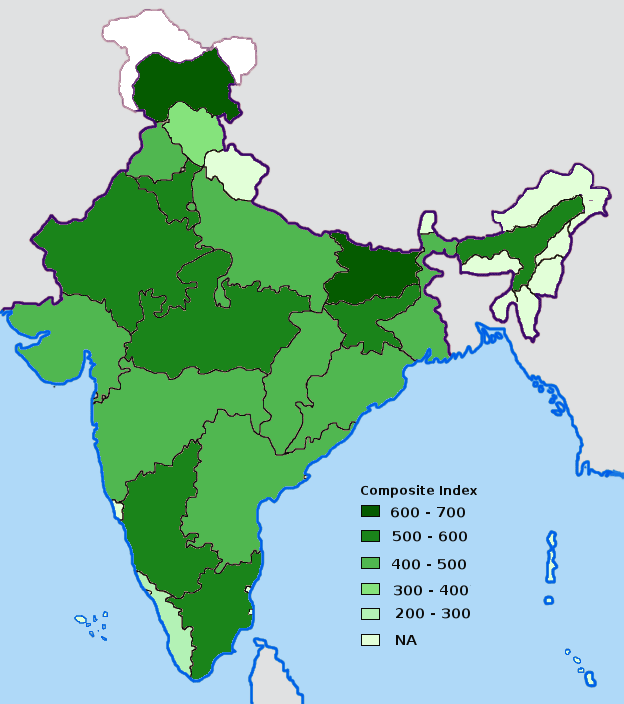
Grado de corrupción en los estados de la India, Índice de percepción de corrupción en un estudio de 2005 de Transparencia Internacional (Las regiones más oscuras tienen más corrupción).

La corrupción ha sido uno de los problemas predominantes de la India. Este toma la forma de sobornos, evasión de impuestos y control de cambios, malversación de caudales públicos, etc. Las reformas económicas de 1991 redujeron el papeleo excesivo, la burocracia y el Licence Raj que había asfixiado a la empresa privada y había sido acusado de corrupción e ineficiencia. Aun así, un estudio de 2005 de Transparencia Internacional India averiguó que más de la mitad de los encuestados habían experimentado de primera mano un soborno o empleado influencias para conseguir que se les realizara algún trámite en una oficina pública.
Las consecuencias principales de la corrupción son la pérdidas en el tesoro público, un clima poco apropiado para la inversión y un incremento en el coste de los servicios subvencionados por el gobierno. El estudio de Transparencia Internacional India estima que el valor monetario de la corrupción en 11 servicios básicos proporcionados por el gobierno, tales como la educación, la asistencia sanitaria, la policía, etc., es de unas 210,68 millones de rupias. La India aún se encuentra en el cuarto inferior de los países en vías de desarrollo en lo que se refiere a la facilidad de hacer negocios. Comparado con China, la media de tiempo necesaria para autorizar el inicio de un negocio o declararse en bancarrota es mucho mayor.
La "ley de Derecho a la Información" (2005) que obligaba a los oficiales del gobierno a facilitar información solicitada por los ciudadanos o a enfrentarse a penalizaciones, la computarización de servicios y varios decretos del gobierno que establecían comisiones de vigilancia, han hecho que la corrupción se reduzca considerablemente, o al menos han abierto nuevas vías para atender las quejas. El informe de 2006 de Transparencia Internacional coloca a India en el puesto 70 y afirma que el país ha hecho esfuerzos significativos para reducir la corrupción.
Degradación ambiental
Cerca de 1200 millones de habitantes de países en vías de desarrollo carecen de agua limpia y potable porque la mayoría de los desechos de los hogares y las empresas se vierten directamente en los ríos y lagos sin ser tratados previamente. Esto contribuye al rápido aumento de ciertas enfermedades, cuyo origen es el agua insalubre, que afectan al ser humano. De las 3119 ciudades de la India, tan solo 209 poseen instalaciones para tratar parcialmente el agua, y solo 8 tienen instalaciones que la tratan completamente (WHO 1992). 119 ciudades vierten aguas negras y cuerpos parcialmente quemados al río Ganges. Río abajo, el agua sin tratar se emplea para beber, lavar y bañarse. Esta situación es típica en muchos ríos de la India así como en otros países en desarrollo. En todo el mundo, y en mayor proporción en países en desarrollo como la India, en los cuales la gente cocina con leña y carbón en fuegos, cerca de cuatro mil millones de personas sufren continuas exposiciones al humo. En la India, las concentraciones en algunas casas son de entre 8300 y 15.000 μg/m³, superando ampliamente los 75 μg/m³ establecidos como máximo en los Estados Unidos. Los cambios en la diversidad biológica del ecosistema, la evolución de los parásitos y la invasión de especies exóticas dan como resultado la aparición de brotes de ciertas enfermedades, como el brote de cólera en 1992 en la India. La frecuencia de sida/VIH está aumentando. En 1996 cerca de 46.000 indios de los 2,8 millones (1,6% de la población) que fueron analizados, resultaron estar infectados con el VIH. En el año 2000, más de 10 millones de indios, un número mayor al de ningún otro país del mundo, estaban contagiados.

## Predicciones futuras
Se considera que, en el 2040  el crecimiento económico de la India será mayor que la de la República Popular China.[cita requerida]